# Auguste Clavareau
Antoine Joseph Théodore Auguste Clavareau (Luxemburg, 19 september 1787 – Maastricht, 6 maart 1864) was een in Luxemburg geboren, Nederlandse belastingambtenaar en letterkundige. Hij was katholiek en orangist en is bekend geworden als dichter, toneelschrijver, essayist en met name als vertaler.

## Biografie
Auguste Clavareau studeerde aan het college te Namen en het lyceum te 'Merts' (= Mainz). Vervolgens werkte hij voor de Franse Staat en daarna het Verenigd Koninkrijk der Nederlanden als belastinginspecteur in Gent, 's-Hertogenbosch, Luik, Sint-Truiden, Turnhout, Henri-Chapelle, Oostende, Brugge en Mons. In 1823 werd hij benoemd tot verificateur der comptabiliteit (= belastinginspecteur) te Maastricht. Datzelfde jaar huwde hij (36) de protestantse jonkvrouw Paulina van Panhuys van Haeren (20). Het echtpaar kreeg twee dochters en een zoon. Per 1 januari 1845 werd Clavareau gepensioneerd. Hij stierf te Maastricht in 1864, 77 jaar oud.
Hoewel hij van huis uit katholiek was, had Clavareau een grote bewondering voor het (protestantse) Oranjehuis, te beginnen met koning Willem I. Dat was in de eerste helft van de 19e eeuw niet vanzelfsprekend. Toen Clavareau werd geboren, behoorde het hertogdom Luxemburg tot de Oostenrijkse Nederlanden. Op 16 mei 1795 werd het bij de Verdrag van Den Haag voor twintig jaar ingelijfd bij de Eerste Franse Republiek en het latere Franse Keizerrijk; Luxemburg werd een Frans departement in Frankrijk. Vanaf 1815 maakte Luxemburg via de groothertog en koning Willem I deel uit van zowel de Verenigde Nederlanden, als de Duitse Bond. Clavareau was toen 28 jaar. Toen vijftien jaar later in 1830 de Belgische Revolutie uitbrak, in Nederland de Belgische Opstand genoemd, dreigde Clavareau voor de vierde maal in zijn leven van nationaliteit te moeten wisselen. Toen zijn opstandige landgenoten zich in 1830 Belg verklaarden en tijdens de Tiendaagse Veldtocht en in de jaren daarna tegen Nederland vochten, koos hij ervoor een Luxemburgse Nederlander te blijven, en steunde in woord en geschrift Noord-Nederland. Hij stond daarin zeker niet alleen.
Clavareau's politiek kiezen voor een onder het Huis van Oranje verenigd Nederland heeft mogelijk ook te maken gehad met het beleid van Willem I, de 'koning-koopman'. Als belastinginspecteur had hij onder het Frans regime de beschikbare gelden grotendeels onproductief zien afvloeien naar de financiering van steeds weer nieuwe oorlogen. Onder Willem I kwam het belastinggeld uiteindelijk de welvaart van het land ten goede. Clavareau stak zijn bewondering niet onder stoelen of banken. Ook toen de Rooms-katholieke kerk, zijn moederkerk, zich tegen Willem I keerde, bleef hij bij zijn keuze. In 1832 publiceerde hij het Chant guerrier au général Chassé, (Nederlands: Strijdlied voor generaal Chassé), een lofzang op de Nederlandse generaal Chassé, die de Citadel van Antwerpen had verdedigd en daarbij zonder aarzeling de stad had gebombardeerd. Clavareau's Oranje-gezindheid kwam ook tot uiting in een aantal aan de Prinsen van Oranje, de latere koning Willem II en koning Willem III opgedragen werken. Op 28 oktober 1848, kort voordat de koning zou overlijden, verleende Willem II Clavareau het ridderkruis van de Orde van de Eikenkroon. 

### Eretekens en lidmaatschappen
Clavareau was ridder in de Orde van de Nederlandse Leeuw (1834 of eerder, koning Willem I) en ridder in de Orde van de Eikenkroon (1848, koning Willem II). Vanaf 1830 was hij lid van de Maatschappij der Nederlandse Letterkunde te Leiden. Hij was ook lid van letterkundige genootschappen in Gent, Luik en Athene (1842). In Maastricht was hij een actief lid van de 'Société des Sciences, Lettres et Arts'.

### Straatnaam en overige
Te Maastricht is in de wijk Brusselsepoort een straat naar hem genoemd: de Clavareaustraat, een zijstraat ten westen van de Brusselseweg. 
Van 1901-1909 bestond in Maastricht de Rederijkerskamer Auguste Clavareau, een toneel- en gezelligheidsvereniging, die ook dichtavonden organiseerde.

## Literaire verdienste
Clavareau dichtte aanvankelijk in het Frans, later in het Nederlands. Daarnaast vertaalde hij Nederlandstalige gedichten in het Frans, met de bedoeling de Noord-Nederlandse poëzie grotere bekendheid te geven in het Franstalige Zuid-Nederland. Ter ondersteuning van het onderwijs zette hij de Kindergedichtjes van Hiëronymus van Alphen over in het Frans. Die vertalingen hadden in zijn tijd de naam vaak beter te zijn dan de oorspronkelijke Nederlandse versie. 
Als letterkundige was Clavareau in de eerste plaats vertaler van Nederlandstalige werken in het Frans, waaronder nationalistische en vaderlandslievende gedichten en teksten van romantische auteurs als Hendrik Tollens, Jan Frederik Helmers, Forster en Feith. Hij vertaalde ook uit het Duits, Engels en het Italiaans. Van zijn eigen hand verschenen toneelstukken, gedichten, liederen en ook proza. 
Het was in de negentiende eeuw heel gebruikelijk om gedichten in kranten en tijdschriften te publiceren. Clavareau bereikte daarmee een breed publiek, hetgeen hem van pas kwam bij enkele bijzondere initiatieven. Hij adverteerde verschillende malen in landelijke kranten met dichtbundels waarvan hij de opbrengst na aftrek van kosten ten goede liet komen aan een goed doel. Tal van Nederlanders schreven daarop in en werden als donateurs vermeld in de brochure. Het was crowdfunding avant la lettre en bracht aanzienlijke sommen geld in. Een voorbeeld is de uitgave in 1842 van 'Echos Limbourgeois' ten bate van de slachtoffers van de brand in Hannover. Ruim 1.475 personen schreven in, inclusief prins Willem Frederik, de teruggetreden koning Willem I, die een bedrag van 50 gulden bijdroeg.
Clavareau's stijl werd door Victor Hugo geprezen. Ook Stéphanie Félicité comtesse de Genlis, François René de Chateaubriand, Alphonse de Lamartine, Xavier Marmier en andere Franse letterkundigen uit die tijd, met wie hij correspondeerde, erkenden zijn verdiensten. De Maastrichtse letterkundige André van Hasselt (1806-1874), een generatie later geboren en een van degenen die opteerden voor de Belgische nationaliteit, had omstreeks 1833 minder met hem op.

## Publicaties

### Vertalingen
Hieronder volgt een overzicht van door Clavareau vervaardigde Franse vertalingen van Nederlandse, Duitse, Engelse en Italiaanse werken.  Het ging niet altijd om literaire teksten in poëzie of proza, maar ook om vertalingen van historisch werk over de geschiedenis van Nederland. Het merendeel van de teksten was oorspronkelijk Nederlands. Waar geen brontaal wordt vermeld, is uit het Nederlands vertaald.
- (1823) Lord Byron, 'La Fiancée d’Abydos', poème en deux chants, avec des notes, 1823. Vertaald uit het Engels.
- (1824) Lord Byron, 'Soupir vers l’Italie', 1824. Vertaald uit het Engels.
- (1824) Diverse schrijvers, 'Études poétiques, imitées de divers auteurs Hollandais', 1824. Bloemlezing van Nederlandse poëzie.
- (1825) Jan Frederik Helmers,' La Nation Hollandaise', poème en six chants, avec des notes, traduit d’après la sixième édition, 1825.
- (1827) R. Feith, 'Le Tombeau', poème en quatre chants, traduit d’après la quatrième édition, et suivi de quelques poésies diverses, 1827.

- (1828) H. Tollens, 'Les Bataves à la Nouvelle-Zemble', poème en deux chants, traduit de Tollens, suivi de poésies diverses de Tollens, de Bilderdijk et du Traducteur, 1828. Réédition en 1838 (avant d’autres) sous le titre: 'L’Hivernage des Hollandais à la Nouvelle-Zemble', 1596-1597. Une édition scolaire (1851) comprendra une introduction historique. Une édition de luxe a paru en 1839 avec un portrait du traducteur. De "Overwintering op Nova Zembla" is een van meest romantische en vaderlandslievende Nederlandse gedichten. Het hoogdravende werk werd door Clavareau onder de aandacht van Franstaligen gebracht.
- (1829) de Kruijff, 'L’Espérance de se revoir', poème en deux chants, 1829.
- (1830) R. Feith, 'Thirsa, ou le triomphe de la Religion', tragédie en cinq actes et en vers, traduite d’après la cinquième édition, 1830. Tragedie
- (1832) A. van der Hoop jr., 'La Canonnière', ballade dédiée aux marins hollandais, 1832.
- (1832) A. van der Hoop jr., 'La Campagne de dix jours, couronne de victoire', offerte à S.A.R. le Prince d’Orange et à ses braves, poème, 1832. Lofzang op de latere koning Willem II en zijn dapperen, in de strijd tegen de opstandige Belgen.
- (1832) Hiëronymus van Alphen, 'Petits poèmes à l’usage de l’enfance', 1832.
- (1832) H. Tollens, 'Le jour de prière générale dans la Néérlande (2 décembre 1832)', 1832.
- (1833) H. Tollens, 'L’Anniversaire du prince d’Orange (déc. 1833)', chant populaire, s.d [1833]. Liedtekst
- (1833) H.A. Spandaw, 'Les Femmes', poème en quatre chants, 1833.
- (1833) A. van der Hoop jr., 'Varsovie', tableaux guerriers et poétiques, 1833. Oeuvre dédiée au Tsar. Opgedragen aan de Tsaar Alexander I van Rusland.
- (1834) Hiëronymus van Alphen, 'Petits poèmes, à l’usage de l’enfance', 1834 (waarin tevens gedichten van M. van Heijningen-Bosch)
- (1834) A. van der Hoop jr., 'Le Roi de Rome', 1834.
- (1835) J. Bellamy, 'Marie (Roosje)', romance, 1835.
- (1835) H. van Alphen, 'Le Ciel étoilé', cantate, 1835.
- (1835) Françoise (Francyntje) De Boer, 'Petits poèmes, à l’usage de l’enfance', dédiés à mes petites filles Adèle, Sophie, Thérèse, met vier litho's van Nolthénius de Man, 1835. Vertaling opgedragen aan Clavareau's kleindochters Adèle, Sophie en Thérese.
- (1836) E.A. Borger, 'À mon enfant', dédié à Mme de Lamartine, 1836.
- (1836) 'Petits poèmes à l’usage de la jeunesse hollandaise', poèmes de Feith, Immerzeel, Lulofs, P. Moens, Nierstrasz, de Visser, Warnsinck et Wiselius, 1836.
- (1836) P. Nieuwland, 'Orion', ode, dédiée à Mr. Alphonse de Lamartine, 1836.
- (1836) 'La Nouvelle Abeille du Parnasse, ou choix de morceaux tirés des meilleurs poètes (dont Le Réveil de J. van Lennep), à l’usage des maisons d’éducation, suivie des extraits de La Nation hollandaise de Helmers', 1836.
- (1837) J. van Wijk, 'Histoire de la patrie, en cinquante deux leçons', 1837. Vertaling van een schoolboek ten behoeve van het Franstalig geschiedenisonderwijs van de jeugd.
- (1839) 'Étrennes nationales, chants patriotiques', dédiés à son Altesse Royale le Prince d’Orange, 1839. Vertaling opgedragen aan de Prins van Oranje, de latere Willem II der Nederlanden.
- (1841) 'Impressions de l’âme', Mélange de traductions du Hollandais, de l’Allemand, de l’Anglais, et de poésies du Traducteur, au profit des quatre veuves et des dix-neuf orphelins, victimes du naufrage du flibot (Vrouw Pieternella Pronk, 1841. Vertalingen uit het Nederlands, Duits en Frans. De opbrengst was voor vier weduwen en negentien wezen, nabestaanden van verdronken vissers ten gevolge van het zinken van de Scheveningse pink De vrouw Pieternella Pronk.
- (1847) A. van der Hoop jr., 'La Mort d’un joueur', tableau dramatique, 1847. Toneelstuk
- (1847) 'Souvenirs poétiques', recueil de poésies traduites et originales, dédié à Chateaubriand, 1847.
- (1848) Friedrich Christoph Förster, 'Guillaume d’Orange, ou l’Union d'Utrecht', drame lyrique en quatre actes et sept tableaux, 1848. Clavareau vertaalde het libretto van dit zangspel.
- (1849) Silvio Pellico, 'Françoise de Rimini', tragédie en cinq actes et en vers, 1849. uit het Italiaans vertaalde tragedie.
- (1849) Prudens van Duyse, 'Chant de l’Esclave germain', dithyrambe, 1849.
- (1851) A. Manzoni, 'Le Comte de Carmagnola', tragédie en cinq actes et en vers, 1851. Uit het Italiaans vertaalde tragedie.
- (1852) T. Körner, 'Toni', drame en trois actes et en vers, 1852. (drama)
- (1852) C.G. Withuys, 'Le Parjure, épisode tiré de l’histoire de l’Amérique du Nord', 1852.
- (1855) T. Körner, 'Deux cœurs de femme, ou le Domino vert', comédie en un acte et en vers, 1855. Komedie, eenakter.
- (1856) Jan Van Beers, 'L’Aveugle', 1856.
- (1856) E.W. van Dam van Isselt, 'Herman', poème, 1856.
- (1856) Hubertus Nicolaas Sieburgh, 'Java', poème, 1856.
- (1857) Jan Van Beers, 'L’Enfant du pauvre', 1857.
- (1857) Thomas Moore, 'Le Paradis et la Péri', conte oriental, 1857. Vertaald uit het Engels.
- (1858) Thomas Moore, 'Les Amours des Anges', poème oriental, 1858. Vertaald uit het Engels.
- (1859) Thomas Moore, 'La Lumière du Harem, ou la fête des roses', poème oriental, 1859. Vertaald uit het Engels.
- (1859) Lambrecht van den Broek, 'Petits poèmes, à l’usage de l’enfance', et dédiés à Sa Majesté la Reine des Pays-Bas, 1859.
- (1859) J. Heije, 'Petites poésies, à l’usage de l’enfance', 1859.
- (1859) 'Fleurs de famille', avec des pièces du traducteur, 1860. Bloemlezing waarin ook werken van Clavareau werden opgenomen.
- (1859) J. Heye, 'Six poèmes'. Zes gedichten die in 1861 zouden worden opgenomen in de bloemlezing van J.P. Heije, Al de kinderliederen, 1861.
- (?)    B.H. Lulofs, 'Plaintes de la jeune Claire, sur la mort de sa mère'.
- (?)    Nicolas Becker, 'Le Rhin Germanique', chant national. Vertaald uit het Duits.
- (?)    J. van Lennep, 'Le Réveil', traduit de Van Lennep, musique de Van Bree.
- (?)    anoniem, 'À une mère, sur la mort de sa fille', traduit du manuscrit d’un inconnu. Vertaald werk van een onbekende auteur.

### Eigen werk

#### Toneelstukken en ander werk
- (1813/1814) 'Poésies fugitives, suivies des projets de bonheur', comédie en trois actes et en vers, 1813 (of 1814). (komedie)
- (1819) 'Le Caton par amour', comédie en un acte et en vers, 1819. (komedie)
- (1820) 'Valmore', drame héroïque en trois actes, 1820. (drama)
- (1821) 'Poésies', 33 pièces de vers, 1821.
- (1821) 'Les Médisantes', comédie en trois actes, en vers (1821). (komedie)
- (1822) 'La Mort du Comte d’Egmond', poème inspiré de l’œuvre de M. Camberlyn, 1821.
- (1822) 'Un jour de fortune, ou les Projets de bonheur', comédie en 3 actes et en vers, 1822. (komedie)
- (1822) 'Mauvaise tête et bon coeur', comédie en un acte et en vers, 1822. (komedie)

- (1824) 'Les héros de Huisduinen', par un philanthrope, 1824.
- (1827) 'L’Amour de la patrie', poème, 1826.
- (1827) 'Derrière le Tombeau de Feith', quelques pièces, 1827.
- (1828) 'Oeuvres dramatiques', 2 vol., 1828. (gebundeld toneelwerk)
- (1828) 'Pièces ajoutées aux Bataves à la Nouvelle-Zemble de Tollens', 1828. De opbrengst was ten bate van de Koloniën van Weldadigheid.
- (1829) 'Les Harmonies de la nature', poème en cinq chants, suivi de 'L’amour de la patrie', poème, 1829.
- (1832) 'Chant guerrier au général Chassé', 1832. Strijdlied opgedragen aan de Nederlandse generaal Chassé, die in 1832 de citadel van Antwerpen verdedigde tegen opstandige Belgische troepen.
- (1839) 'Pièces dans Étrennes nationales', 1839. Deze nationale liederen werden opgedragen aan de Prins van Oranje, de latere Willem III der Nederlanden.
- (1841) 'Quelques pièces dans Impressions de l’âme', 1841.
- (1842) 'Echos Limbourgeois', publiés au bénéfice des Incendiés de Hambourg, dont quelques pièces traduites, 1842. De opbrengst was bestemd voor de slachtoffers van de brand in Hamburg, waarbij een derde van de stad in de as was gelegd.
- (1848) 'À Monsieur Donker Curtius, Ministre de la Justice, au moment des discussions sur la révision de la loi fondamentale des Pays-Bas', 1848. (Nederlands: 'Open brief aan minister van Justitie, Dirk Donker Curtius, als bijdrage aan de discussie over de nieuwe liberale grondwet).

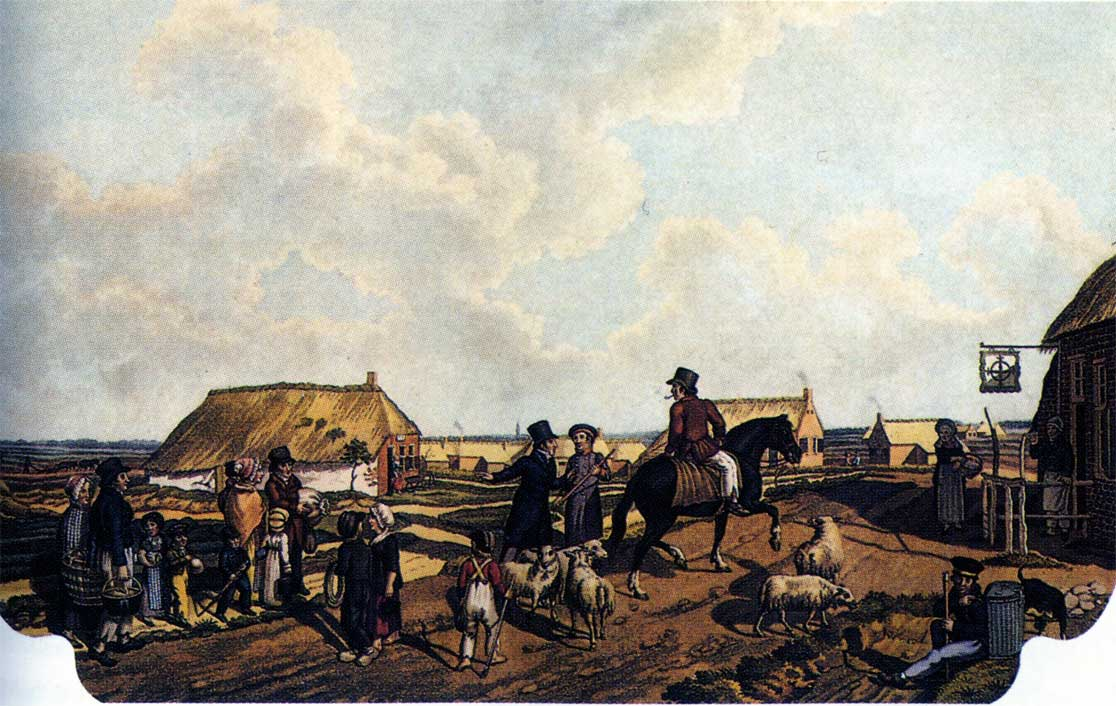
Kolonistenwoning in Willemsoord, een der Koloniën van Weldadigheid

- (1849) 'Lauriers et cyprès', poésies détachées, dédiées à la Reine des Pays-Bas, 1849. Deze bundel werd opgedragen aan koningin Sophie der Nederlanden, de eerste echtgenote van koning Willem III.
- (1853) 'Marie, ou l’amour filial', petite pièce de théâtre, 1853. (eenakter)
- (1854) 'L’Inconnu, ou le merle blanc', comédie en un acte et en vers, 1854. (komedie)
- (1854) 'L’Étudiant aux arrêts', intermède, dédié aux jeunes étudiants des Collèges, 1854.
- (1854) 'Églantines, Pervenches et Cyprès', poésies religieuses, 1854.
- (1855) 'La Veille des vacances', petite pièce de théâtre, 1855. (eenakter)
- (1855) 'La Répétition interrompue', petite pièce de théâtre, 1855. (eenakter)
- (1855) 'L’Inondation de 1855 dans la Néerlande', au profit des victimes de l’inondation, 1855. De opbrengst was voor de slachtoffers van de watersnoodramp in Nederland in 1855.
- (1855) 'Deux coeurs de femme', comédie en un acte, 1855. (kleine komedie)
- (1856) 'Jenny, ou la petite Espiègle', comédie en un acte et en prose, à l’usage des jeunes demoiselles, 1856. (komedie)
- (1856) 'L’Ange sur les ruines du temple Saint-Martin à Wyck-Maestricht', 1856. In 1855 werd begonnen met de bouw van de huidige Sint-Martinuskerk in Wyck
- (1857) 'La Pose de la première pierre de l’Église Saint-Martin à Wyck-Maestricht' , 1857
- (1857) 'Le Pêcheur de Blankenberghe', légende du XIIe siècle, dédiée à Mr. Eugène Van Meerbeke, 1857.
- (1858) 'Le Présent le plus agréable au ciel', petite pièce de théâtre, 1858. (eenakter)
- (1860) 'Fleurs de famille', 1860.
- (1861) 'La Pensionnaire en retenue', intermède à l’usage des pensionnats de jeunes demoiselles, 1861.
- (?) 'Ode aux dieux de la Grèce', posthume. Nagelaten werk.

#### Literaire en journalistieke bijdragen in niet nader genoemde kranten en tijdschriften
- 'Invention de l’Imprimerie, repris sous le titre Laurent Coster'
- 'Lafontaine'
- 'Des jeux de la vie'
- 'Être maître'
- 'Le Diable'
- 'Quelques pages des tablettes d’une jeune femme'
- 'Quelques réflexions sur le Suicide'. (Zelfmoord was een veelbesproken onderwerp in de Romantiek)
- 'De l'amour et des amours'
- 'La Tête et le Coeur'
- 'La Mode'
- 'De l'Honneur'
- 'Luxe et Indigence'
- 'Du Charlatanisme'
- 'De l'Esprit'
- 'La Langué'
- 'Les yeux et les oreilles'
- 'L'Eau et le feu'
- 'Nous le sommes tous'
- 'Sur l'épigramme'
- 'Du Madrigal'

#### Aan onderstaande dagbladen en tijdschriften leverde Clavareau literaire en journalistieke bijdragen
- (?) Algemeen Handelsblad
- (?) Annuaire de la littérature et des beaux-arts
- (?) Astrea/L’Astrée
- (?) L'Éclaireur
- (?) Le Journal de la Haye
- (?) Le Journal du Limbourg
- (?) Mémoires et Annuaire de la Société Libre d'Émulation de Liège
- (1830) Le Courrier de la Meuse te Luik
- (1833) L’Écho de Vaucluse
- (1834) L’Écho de Vaucluse
- (1838) De Nederlandsche Muzen-Almanak
- (1854) L’Écho des feuilletons (La Jeune aveugle, 13ème année), Journal de Liège et de la Province
- (1854) Provinciale Friesche Courant
- (1855) Provinciale Friesche Courant
- (1855) De Noordbrabanter
- (1863) La Sylphide, revue bordelaise

#### Poëzie
Clavareau schreef onder meer nationalistische, religieuze en gelegenheidspoëzie.
- 'De vrome katholiek'
- 'Le Jour de l’An'
- 'Aux ennemis de la paix'
- 'Dieu, donne nous la paix!'
- 'À l’occasion de l’Exposition des fleurs à Maestricht'
- 'Pour les pauvres'
- 'À l’industrie', à l’occasion du XIe congrès national agricole, à Maestricht, le 26 Juin 1856
- 'À l’occasion de l’inauguration de l’éclairage au gaz de la ville de Maestricht'
- 'La Jeune malade'
- '10 Octobre'; à Son Altesse Royale, Monseigneur le Prince d’Orange, héritier de la Couronne du Royaume des Pays-Bas, le jour de sa majorité, 4 Septembre 1858. Opgedragen aan Willem van Oranje-Nassau (1840-1879), die weliswaar vanaf 17 maart 1849 in aanmerking kwam voor de opvolging, maar te vroeg overleed.
- 'Ode à l’occasion de l’ouverture du chemin de fer d’Aix-La-Chapelle à Maastricht'
- 'La Naissance du Sauveur'
- 'L’Enthousiasme', ode
- 'Fête de l’Immaculée Conception'. Gedicht bij gelegenheid van de afkondiging van het dogma van de "onbevlekte ontvangenis" van Maria.
- 'Les Rogations', ode dédiée aux Pasteurs de village
- 'La Pentecôte'
- 'L’Assomption'
- 'Le Mois de Marie'